# Nomada alboguttata
Nomada alboguttata ist eine Biene aus der Familie der Apidae. Die Art hat zwei verschiedene Formen. Die eine, kleine, dunkelrot und schwarz gefärbte mit weißlichen Flecken fliegt im April und parasitiert Andrena ventralis. Die andere, hell rötlich gefärbte Form mit gelben Flecken fliegt von Ende April bis Juni und parasitiert Andrena barbilabris. Nomada baccata ist der Art sehr ähnlich.

## Merkmale
Die Bienen haben eine Körperlänge von sechs bis zehn (Weibchen) beziehungsweise sechs bis neun Millimetern (Männchen). Die Weibchen sind rot gefärbt und tragen gelbe oder weißliche Flecken auf den Tergiten. Das Labrum ist rot und trägt vor der Mitte ein Zähnchen. Das dritte Fühlerglied ist gleich lang wie das vierte. Das nahezu einfarbig rote, dicht punktförmig strukturierte Schildchen (Scutellum) hat schwache Höcker. Die Schienen (Tibien) der Hinterbeine haben am Ende einen Zahn und mehrere, sehr lange, schwarz gefärbte, leicht gekrümmte Dornen. Die Männchen sind hauptsächlich schwarz und rot gefärbt, die untere Gesichtshälfte, die Unterseite des Fühlerschaftes und die Flecken auf den Tergiten sind hellgelb. Der Thorax ist schwarz, die Calli und die Tegulae sind rotgelb. Das dritte Fühlerglied ist deutlich kürzer als das vierte. Die Schenkel (Femora) der mittleren und hinteren Beine sind unten kurz und dicht behaart. Am Ende der Hinterschienen befinden sich wie beim Weibchen einige gekrümmte Dornen.

## Vorkommen und Lebensweise
Die Art ist in weiten Teilen Europas verbreitet. Die Tiere fliegen von Anfang April bis Ende Juli. Die Art parasitiert Andrena barbilabris und Andrena ventralis.

## Belege
Felix Amiet, M. Herrmann, A. Müller, R. Neumeyer: Fauna Helvetica 20: Apidae 5. Centre Suisse de Cartographie de la Faune, 2007, ISBN 978-2-88414-032-4.